# Pokoli gépezet
A Pokoli gépezet (eredeti cím: The Infernal Machine) 2022-es amerikai–brit filmthriller, amelyet Andrew Hunt írt és rendezett Louis Kornfeld története alapján. A főbb szerepekben Guy Pearce, Alice Eve, Jeremy Davies és Alex Pettyfer látható.
Amerikában 2022. szeptember 23-án, az Egyesült Királyságban december 2-án mutatta be a Paramount Pictures.

## Cselekmény
Bruce Cogburnt, a The Infernal Machine című híres könyv visszavonult és ellentmondásos szerzőjét előcsalogatják rejtekhelyéről, amikor egy megszállott rajongójától folyamatosan leveleket kap. Cogburn 25 éve él önmaga elszigeteltségében az amerikai délnyugaton. 1981-ben egy fiatalember tettei vezették oda, aki egy Knoxville-i egyetemen lövöldözni kezdett, megölve 13 embert, és tettét Cogburn The Infernal Machine című könyvére fogta. Ezután levelek érkeznek a postaládájába William Dukent írótól, aki interjút szeretne készíteni vele. Cogburn 45 percet utazik a legközelebbi telefonfülkéig, hogy egyre fenyegetőbb telefonüzeneteket hagyjon az írónak, követelve, hogy hagyja abba a leveleket. Cogburn paranoiája és alkoholfogyasztása egyre nő. Cogburn álnéven megy el a börtönbe, hogy találkozzon a lövöldözővel. A lövésznek sikerül megszöknie a börtönből. A lövész megérkezik Cogburn házához. Cogburnnek sikerül megölnie. Végül kiderül, hogy valójában az egyik tanítványa írta a könyvet, amikor még tanárként dolgozott.

## Szereplők
| Szerep               | Színész       | Magyar hang     |
| -------------------- | ------------- | --------------- |
| Bruce Cogburn        | Guy Pearce    | Széles Tamás    |
| Laura Higgins rendőr | Alice Eve     | Zsigmond Tamara |
| Dwight Tufford       | Alex Pettyfer |                 |
| Elijah Barett        | Jeremy Davies | Láng Balázs     |

## A film készítése
A forgatás öt héten át zajlott a portugáliai Algarvéban, a portugál Moviebox stúdióban, valamint Loulé városában és környékén. A Paramount Pictures 2021 októberében szerezte meg a Pokoli gépezet forgalmazási jogait. A filmet Jack Christian vezető producer Filmology Finance nevű finanszírozási cége finanszírozta.

## Fogadtatás
A Rotten Tomatoes weboldalon 46%-os minősítést ért el 13 kritikus véleménye alapján, és átlagosan 5,5/10-es értékelést kapott.
Ewan Gleadow a Cult Following-tól pozitívan nyilatkozott a filmről, és dicsérte Guy Pearce-t, amiért „végre megtalálta a komfortot és a színvonalat egy olyan alakításban, amely remélhetőleg még egy kicsit jobban fellendíti a karrierjét”.